# Халил-хан Узбек
Халил-хан Узбек (азерб. Xəlil xan Özbək, 1752—1755) — второй хан Эриванского ханства. После свержения первого хана Еревана Мир Мехти-хана, Фетх-Али шах назначил ханом Еревана Халил-хана Узбека.

## История
Воспользовавшись ослаблением власти Мир-Мехти хана, Фетх-Али шах решил захватить Ереван. Под предводительством Азад-хана 30-ти тысячное войско направили в Ереван в 1751 году, отряд этих войск осадил Эриванскую крепость. Грузинский царь не упустил возможности и двинулся к городу для защиты, но войска Ираклия II потерпели поражение в битве. Таким образом, Мехти-хан был отстранён от власти, а судьёй Еревана в 1752 году был назначен Халил-хан Узбек.
Во время правления Халил-хана Эриванское ханство подверглось сильным нападениям со стороны дагестанцев. В 1754—1755 годах дагестанские войска под предводительством Аварского хана Мухаммад-нуцала IV двинулись на территорию Картли-Кахетии и оттуда напали на Эриванское ханство. В ходе этой атаки сильно пострадали магалы Гёкча, Деречичак, Гырхбулаг и Апаран.
Этот разрушительное вторжение дагестанских войск сильно понизил репутацию Халил-хана в народе. В 1755 году вспыхнуло восстание под предводительством Гасан Али-хана Каджара, имевшего большое влияние в народе. В результате восстания Халил-хан был отстранён от власти, вместо него пришёл Гасан Али-хан.